# Гордана Янкулоська
Гордана Янкулоська (мак. Гордана Јанкулоска; нар. 12 жовтня 1975, Охрид, Соціалістична Республіка Македонія, СФРЮ) — македонська державна діячка, міністр внутрішніх справ Північної Македонії з 2006 року.

## Освіта
У 1999 році закінчила факультет права Університету Св. Кирила і Мефодія в Скоп'є. У 2003 році закінчила магістратуру в Кентському університеті (University of Kent) у Великій Британії за спеціальністю «Міжнародне торгове право».
Володіє англійською мовою і має базові знання з албанської та німецької мов.

## Кар'єра
- З 1999 по 2000 рік працювала юристом в приватному секторі.
- З 2000 по 2002 рік — державний радник Міністерства фінансів Північної Македонії і одночасно голова адміністрації міністра.
- З 2004 по 2006 рік — генеральний секретар партії ВМРО-ДПМНЄ.
- 28 серпня 2006 призначена міністром внутрішніх справ Північної Македонії.

## Сім'я
Неодружена, дітей не має.